# Leyendas de Dune
Leyendas de Dune es una trilogía de novelas de ciencia ficción original de Brian Herbert y Kevin J. Anderson, un preludio a la saga de Dune de Frank Herbert ambientado en la época de la Yihad Butleriana contra las máquinas pensantes. Brian Herbert y Kevin J. Anderson afirman que sus novelas parten de notas dejadas por Frank Herbert antes de su muerte.
Las novelas son:
- Dune: La Yihad Butleriana
- Dune: La cruzada de las máquinas
- Dune: La batalla de Corrin

Esta trilogía se desarrolla más de 10 000 años antes de los eventos narrados en la novela Dune, y narra la guerra, que abarcó todo el universo, contra las máquinas pensantes, que con el tiempo se conocería como la Yihad Butleriana. También explora los orígenes de las familias y las organizaciones del universo Dune.
En una entrada del blog del 15 de julio de 2010, Anderson anunció una futura novela llamada La Hermandad de Dune, que fue publicada en 2012, y la primera de la trilogía Escuelas de Dune ambientada en el período de tiempo cercano al de la serie Leyendas de Dune.

## Contexto
El libro comienza con un escrito de la Princesa Irulan Corrino, personaje de la saga original, explicando el contexto y los acontecimientos históricos que llevaron, unos 10 000 años antes de los eventos de Dune, a la Yihad Butleriana. Cuando el Imperio Antiguo empezó a decaer, y la mayoría de la gente delegaba en máquinas todas las tareas, un visionario que tomó el nombre de Tláloc intentó revivir el espíritu humano. Pero fueron unos inadaptados los que le siguieron. Tomaron el nombre de antiguos dioses y diosas y formaron con Tlaloc el grupo de los Titanes. Dotaron a las máquinas de ciertas características humanas, como la voluntad de conquistar, y las utilizaron como un ejército contra la Humanidad, derrocando al Imperio Antiguo y conquistando prácticamente toda la galaxia conocida.
Algunos resistentes se reagruparon en la periferia del Imperio Antiguo, formando una confederación, la Liga de los Nobles, que resistió el ataque de los Titanes. Su líder Tlaloc murió, y los Titanes decidieron desafiar a la muerte, extirpando sus cerebros e implantándolos en contenedores capaces de conectarse a cuerpos mecánicos y controlaros, es decir, convirtiéndose en "cimeks". La Era de los Titanes duró un siglo, hasta que uno de los Titanes cometió el error del imperio antiguo y por comodidad permitió un acceso excesivo a su red de inteligencia artificial. La red comenzó a tomar el control de un planeta tras otro, se autodenominó Omnius y antes de que los Titanes pudieran alertarse entre sí había controlado todos sus sistemas y todas sus máquinas. Habían nacido los Planetas Sincronizados, y los Titanes tenían un Señor.
Mil años después, la Liga de los Nobles se seguían defendiendo de los ataques de las Máquinas Pensantes, con los Titanes a la cabeza. Pero Omnius sigue preparando nuevos enfoques de ataque.

### Planetas Sincronizados
Los planetas que están bajo el control de las Máquinas Pensantes se conocen como los Planetas Sincronizados. Están gobernados cada uno por una copia de la supercomputadora Omnius, y estas copias se estructuran y actualizan periódicamente mediante una red colectiva de supercomputadoras compartiendo su propia información. Los habitantes humanos originarios de esos mundos, han sido esclavizados o muertos.
| - Alpha Corvus - Bela Tegeuse - Corrin - Tierra - Ix |  | - Parmentier - Quadra - Richese - Ularda - Walgis |  | - Wallach IX - Wallach VII - Wallach VI - Yondair |

### La Liga de los Nobles
La Liga de los Nobles es el sistema de gobierno empleado por los seres humanos libres. Predecesora del Landsraad y el Imperio del Universo Conocido, la Liga es feudal en su núcleo, pero un poco más democrática que el Landsraad: los miembros de la Liga votan el virrey que prefieren para gobernar. Los planetas controlados y/o protegidos por la Liga son los siguientes:
| - Balut - Chusuk - Giedi Prime - Ginaz - Hagal - Conexión (Dune) |  | - Kaitain - Kirana III - Komider - Pincknon - Poritrin - Relicon |  | - Ros-Jal - Rossak - Salusa Secundus - Seneca - Vertree Colony - Zanbar |

### Planetas no aliados
Existen algunos planetas que aun estando habitados, se encuentran al margen de la liga de Nobles.
| - IV Anbus - Arrakis - Buzzell |  | - Caladan - Ecaz - Harmonthep |  | - Souci - Tlulax - Yardin |

## Análisis temático

### Política y religión
En las lenguas occidentales Yihad suele emplearse como correlato islámico del concepto de guerra santa. La influencia de la cultura árabe, por asociación cultural a la idea de desierto, se refleja en toda la serie de novelas, y ya en la saga original se hace referencia a la Yihad Butleriana. En las obras de Herbert es tan sólo un mero trasfondo de la sociedad presentada en Dune, donde las computadoras, la informática y en general «cualquier máquina que imite el pensamiento humano» han sido erradicados.
En esta novela, y en las dos que la siguen, este trasfondo es explicado. La novela se ambienta en un universo donde la raza humana vive esclavizada por las máquinas en los Planetas Sincronizados, o acosada por la supermente Omnius y por sus sirvientes los Titanes, cada uno por su propio motivo. Pero el robot Erasmus mata al bebé de Serena Butler, hija del Virrey de la Liga de los Nobles y líder espiritual de la causa contra las máquinas y este hecho será el desencadenante de una rebelión de los humanos esclavizados en Tierra, y del ataque combinado de las fuerzas de la humanidad.

Combatid en el camino de Dios a quienes os combaten, pero no seáis los agresores. Dios no ama a los agresores.
Matadlos donde los encontréis, expulsadlos de donde os expulsaron. la persecución de los creyentes es peor que el homicidio: no los combatáis junto a la mezquita sagrada hasta que os hayan combatido en ella. Si os combaten, matadlos: ésa es la recompensa de los infieles.
Si dejan de atacaros, Dios será indulgente, misericordioso.
Corán, 2, 186-188

La relación entre un entorno opresivo y la explosión de una rebelión cultural en forma de guerra santa es otro tema eco del Dune original. La opresión Harkonnen-Imperio sobre los Fremen se repite en la opresión Titanes-Omnius sobre la Liga de los Nobles. En ambos casos, una figura religiosa - el Mesías Muad'Dib y el Mártir Manion - actúan como catalizador en un movimiento de trasfondo mesiánico pero eminentemente político. Esta primera victoria sobre un Planeta Sincronizado y la indignación por el asesinato del hijo de Serena Butler, refuerzan las esperanzas en una victoria sobre las máquinas. Manion el Inocente será el primer mártir de la Yihad Butleriana. La Historia nos demuestra que la religión es eficazmente utilizable como una herramienta para movilizar a la población por parte de los líderes sociales. Como un preludio de la Yihad de Muad'Dib, Iblis Ginjo impone una apariencia de religiosidad a un movimiento fundamentalmente político en una sociedad oprimida por la omnipotente presencia de las máquinas.
La utilización parcial y descontextualizada de escritos proféticos para acomodar sus interpretaciones a las tesis previas del manipulador Iblis Ginjo denunciada por la Pensadora Kwyna es una muestra de la manipulación religiosa de las masas desde el Poder, tema clave presente en toda la saga. Bajo el manto de la fe la razón se resiente, y el pueblo se siente elegido por un poder providencial para ser los únicos dignos de permanecer en la Historia.

### El Poder
En las novelas de Herbert, el Poder y las fuerzas que maniobran en su busca son una idea que se presenta una y otra vez. Desde el Imperio del Universo Conocido al Imperio de Muad'Dib, de este al dilatado imperio de Leto II, El Dios Emperador, una reflexión sobre el poder y su flujo en la historia. En la Yihad Butleriana, el Imperio Antiguo en decadencia, completamente dependiente de las máquinas inteligentes, cae a manos de los Titanes, un grupo de rebeldes que modifican la programación de las máquinas y las utilizan para conquistar la Galaxia.

Es demostrable que las estructuras de poder tienden a atraer a personas que quieren el poder en aras de poder y que una proporción significativa de esas personas están desequilibradas-en una palabra, locas.
Frank Herbert, Génesis de Dune, Omni Magazine, Julio de 1980

Al igual que en Dune el Kwisatz Haderach que la Bene Gesserit buscaba para dominar el imperio escapó de su control y se convirtió en Muad'Dib, la figura mesiánica que trastocó el poder y se hizo con el poder absoluto, durante la Yihad la supermente que los Titanes usaban para esclavizar a la humanidad escapó de su control y se autodenominó Omnius, asumiendo el poder absoluto sobre la galaxia.
Uno de los pocos personajes que sobrevive toda la trilogía es Vorian Atreides. Conmocionado por las cosas que ha visto y hecho en el transcurso de la guerra, decide marcharse en un viaje de descanso indefinido a bordo del Viajero Onírico a través de las estrellas. Este uno de los temas que se repiten durante toda la serie: los que tratan de dejar una huella en la historia obtienen el éxito al tiempo que lo pierden.

### Orígenes del Universo Dune
Sobre el trasfondo de la Yihad, los orígenes de las familias y facciones del universo creado por Frank Herbert en la saga original se explican a lo largo de la trilogía en una trama entrecruzada. Vorian Atreides, hijo de titán Agamenón y agente de confianza de las Máquinas Pensantes dará origen a la noble Casa Atreides. Su mejor amigo es Xavier Harkonnen, héroe de guerra calumniado tras su muerte. La traición de Abulurd Harkonnen, fundador de la Casa Harkonnen marcará la siguiente enemistad de ambas Casas. Tras la Batalla de Corrin Faykan Corrino, asumiendo los cargos político y religioso de Virrey y Gran Patriarca da origen a la Casa Imperial Corrino. La Liga de los Nobles se convierte en el Landsraad, para controlar y equilibrar el poder de los Corrino, dando origen al feudalismo del Imperio del Universo Conocido.
Paralelamente, otras facciones del universo Dune toman forma en la Yihad. Las telépatas Hechicerás de Rossak fundarán la Hermandad Bene Gesserit. Educado por el robot Erasmus, Gilbertus Albans se convierte en el primer Mentat, con las capacidades cognitivas y la capacidad de cálculo de un ordenador. Los mercaderes Tlulaxa, especializados en esclavos y órganos humanos cultivados inician la leyenda negra de la Bene Tleilax. Los pacifistas Zensunni Errantes escapan de un universo en guerra a Arrakis, donde acaban formando los Free Men, antecesores de los guerreros Fremen. El descubrimiento de la especia en Arrakis permitirá dar origen al plegado seguro del espacio, fundando la Cofradía Espacial.

## Referencia bibliográfica
- Brian Herbert, Kevin J. Anderson Dune: La Yihad Butleriana. Best Seller Debolsillo: Barcelona, 2005. ISBN 978-84-9793-672-9
- Brian Herbert, Kevin J. Anderson Dune: La cruzada de las máquinas. Best Seller Debolsillo: Barcelona, 2007. ISBN 978-84-8346-365-9
- Brian Herbert, Kevin J. Anderson Dune: La batalla de Corrin. Best Seller Debolsillo: Barcelona, 2007. ISBN 978-84-01-33636-2